# Jacques-Louis-Henri Sobieski
Pour les articles homonymes, voir Sobieski.
Jacques-Louis-Henri Sobieski ou Jakub Ludwik Henryk Sobieski, né le 2 novembre 1667 à Paris et mort le 19 décembre 1737 à Jovkva, est un aristocrate polonais, fils du roi de Pologne Jean III Sobieski et lui-même candidat malheureux à la couronne.

## Biographie
Fils de Jean III Sobieski et de son épouse, la Française Marie-Casimire-Louise de La Grange d'Arquien, il fut prince de Pologne (1668-1737) et duc d'Oława (1691-1737).
En 1697, après la mort de son père, il est l'un des dix-huit candidats à l'élection de son successeur. Mais il doit rapidement renoncer et choisit de soutenir le candidat français, François-Louis de Conti. Le roi élu est finalement l'électeur de Saxe, Auguste II. Jacques Sobieski essaie de se réconcilier avec lui, mais échoue et préfère s'exiler en Silésie, province appartenant aux Habsbourg d'Autriche.  
Allié à la Russie au cours de la Grande guerre du Nord (1700-1721), Auguste II est confronté à l'opposition d'une partie de la noblesse, liguée dans la confédération de Grande Pologne (juillet 1703), dirigée notamment par Stanislas Leszczynski, qui reçoit l'appui militaire du roi de Suède, Charles XII. Jacques Sobieski annonce alors son ralliement à la confédération. Craignant d'être détrôné, Auguste le fait enlever ainsi que son frère Constantin (début 1704). Mais la menace se réalise tout de même ; Stanislas Leszczynski est élu à sa place en juillet 1704. En 1706, l'armée suédoise envahit la Saxe et occupe Dresde : par le traité d'Altranstädt (septembre 1706), Auguste II doit renoncer au trône de Pologne ; accessoirement, les frères Sobieski sont libérés. 
En 1716, à la mort de sa mère, Jacques Sobieski vend la terre de Prye dans la Nièvre, dont il a hérité, à l'Abbaye de Valsaintes de Simiane.

## Mariage et descendance
Le 25 mars 1691, il épouse Edwige-Élisabeth-Amélie de Neubourg, sœur d'Éléonore de Neubourg (impératrice d'Autriche) et de Marie-Anne de Neubourg, reine consort d'Espagne, avec qui il eut six enfants:
- Marie-Léopoldine Sobieska (1693-1693)
- Marie-Casimire Sobieska (1695-1723)
- Marie-Charlotte Sobieska (1697-1740), épouse en 1724 de Charles-Godefroy de La Tour d'Auvergne.
- Jean Sobieski (1699-1700)
- Marie-Clémentine Sobieska (1702-1735), épouse en 1719 de Jacques François Stuart.
- Marie Madeleine Sobieska (1704)